# Heinrich Strobele
Hans Heinrich Georg Josef Strobele (* 31. Dezember 1915 in Wien; † 3. September 1993 ebenda) war ein in Deutschland aktiver, österreichischer Schauspieler bei Bühne und Fernsehen.

## Leben und Wirken
Heinrich Strobele kam am letzten Tag des Jahres 1915 als Sohn von Guido Strobele von Wangendorf und seiner Frau Alexandra, geb. von Bodenhausen, in Wien zur Welt. Sein Vater war Sekretär im k.u.k. Justizministerium. 1945 wurde er zum Präsidenten des Obersten Gerichtshofes ernannt und bekleidete dieses Amt bis zu seiner Pensionierung 1953.
Strobele besuchte in seiner Heimatstadt das Max Reinhardt Seminar und gab sein Bühnendebüt während des Zweiten Weltkriegs in Leoben. Nach 1945 fand er Beschäftigung am Josefstadt-Kabarett und dem Theater an der Wien, in späteren Jahren wirkte Strobele an kleinen, minder bedeutenden Wiener Spielstätten wie der Löwinger-Bühne (frühe 1970er Jahre) und der Kleinen Komödie am Kärntnertor (frühe 1980er Jahre).
Vor die Kamera trat der Künstler gut zwei Jahrzehnte lang, von 1968 bis 1989, ebenso intensiv wie regelmäßig. Dort übernahm er die gesamte Palette kleiner Rollen: Man sah Strobele als Nachtclubbesucher ebenso wie als Oberkellner, als Arbeitsloser wie als Wirt, als Hofrat wie als Fotograf und als Konsul ebenso wie als Rittmeister. Mehrfach arbeitete er hier mit Peter Patzak zusammen. Kurz vor seinem Tod erhielt Heinrich Strobele 1993 eine Dauerrolle in der Serie Der Salzbaron. Er war ab 1952 mit der ehemaligen Schauspielerin Charlotte Bauer verheiratet und hatte mit ihr einen Sohn und eine Tochter. 

## Filmografie
- 1968: Irinka
- 1968: Der Glückselefant
- 1969: Die Enthüllung
- 1971: Wer war es?
- 1971: Sankt Peters Regenschirm
- 1971: Wenn der Vater mit dem Sohne (TV-Serie, eine Folge)
- 1972: Hans Huckebein oder Emil, der Seitenspringer
- 1972: Die Abenteuer des braven Soldaten Schwejk (TV-Serie, eine Folge)
- 1972: Der Tod des Ministers
- 1973: Hallo – Hotel Sacher … Portier! (TV-Serie, eine Folge)
- 1973: Van der Falk und die Reichen
- 1975: Wenn der Hahn kräht
- 1975: Maghrebinische Geschichten
- 1976: Stationschef Fallmerayer
- 1976: Fehlschuß
- 1977: Glückssachen
- 1978: Kassbach
- 1979: Santa Lucia
- 1981: Den Tüchtigen gehört die Welt
- 1976, 1982: Kottan ermittelt (TV-Serie, zwei Folgen)
- 1983: Malambo
- 1984: Weltuntergang
- 1984: Via Mala
- 1987: Mozart und Meisel (TV-Serie)
- 1987: Tatort: Der letzte Mord
- 1989: Ringstraßenpalais (TV-Serie, mehrere Folgen)
- 1989: Tatort: Blinde Angst
- 1991: Fahrt in die Hauptstadt
- 1993: Der Salzbaron
- 1995: Halbe Welt